# Major’s Green
Major’s Green – osada w Anglii, w hrabstwie Worcestershire. Leży 10,2 km od miasta Redditch, 33,2 km od miasta Worcester i 155,6 km od Londynu. W 2016 miejscowość liczyła 990 mieszkańców.